# 高狄
高 狄（こう てき、1927年11月 - 2019年10月26日）は、中華人民共和国の官僚・政治家。筆名は聞迪。山東省臨沂県出身。第6期全国人民代表大会代表。中国共産党第12期・第13期中央委員。第8回全国政協常務委員会委員。元人民日報社社長、中国共産党中央党校常務副校長、中国共産党吉林省委員会書記。

## 経歴
1927年11月、山東省臨沂県で生まれる。満州国の建国大学に進学したが、第二次世界大戦の終戦により大学が無くなり中退を余儀なくされた。1946年4月に中国共産党入党。
中華人民共和国建国後長春新青年同盟幹事、吉林青年芸術研究会副会長、吉北県民政股長、樺甸県三区幹事、樺甸県七区党委員会副書記、六区党委員会書記代行、樺甸県党委員会幹部培訓班副主任を歴任した。1948年、中国共産党吉林市委員会組織部幹事、秘書、課長、吉林市委員会副秘書長兼弁公室主任に就任。1956年、吉林省吉林市『松花江日報』社編集長、中国共産党吉林市委員会政策研究室主任、中国共産党永吉地区委員会常務委員、弁公室主任に転任。
しかし1967年から1972年まで、文化大革命により農村に下放されて働いた。1972年、吉林省吉林市革命委員会農林弁公室副主任、中国共産党吉林市委員会弁公室主任に任命。1978年、吉林市党委員会常務委員兼秘書長を兼務。1981年、吉林市党委書記、第二書記、市長代行に昇格。1983年3月、吉林省党委書記に昇格。同年5月には党委員会秘書長を兼務する。
1988年4月、党中央に移り、中国共産党中央党校常務副校長（次官）に任命される。1989年6月、人民日報社社長に転出。ジャーナリズムの世界ヘと進んだ。
2019年10月26日、吉林省長春市で病気のため死去した。91歳。